# Марцокко

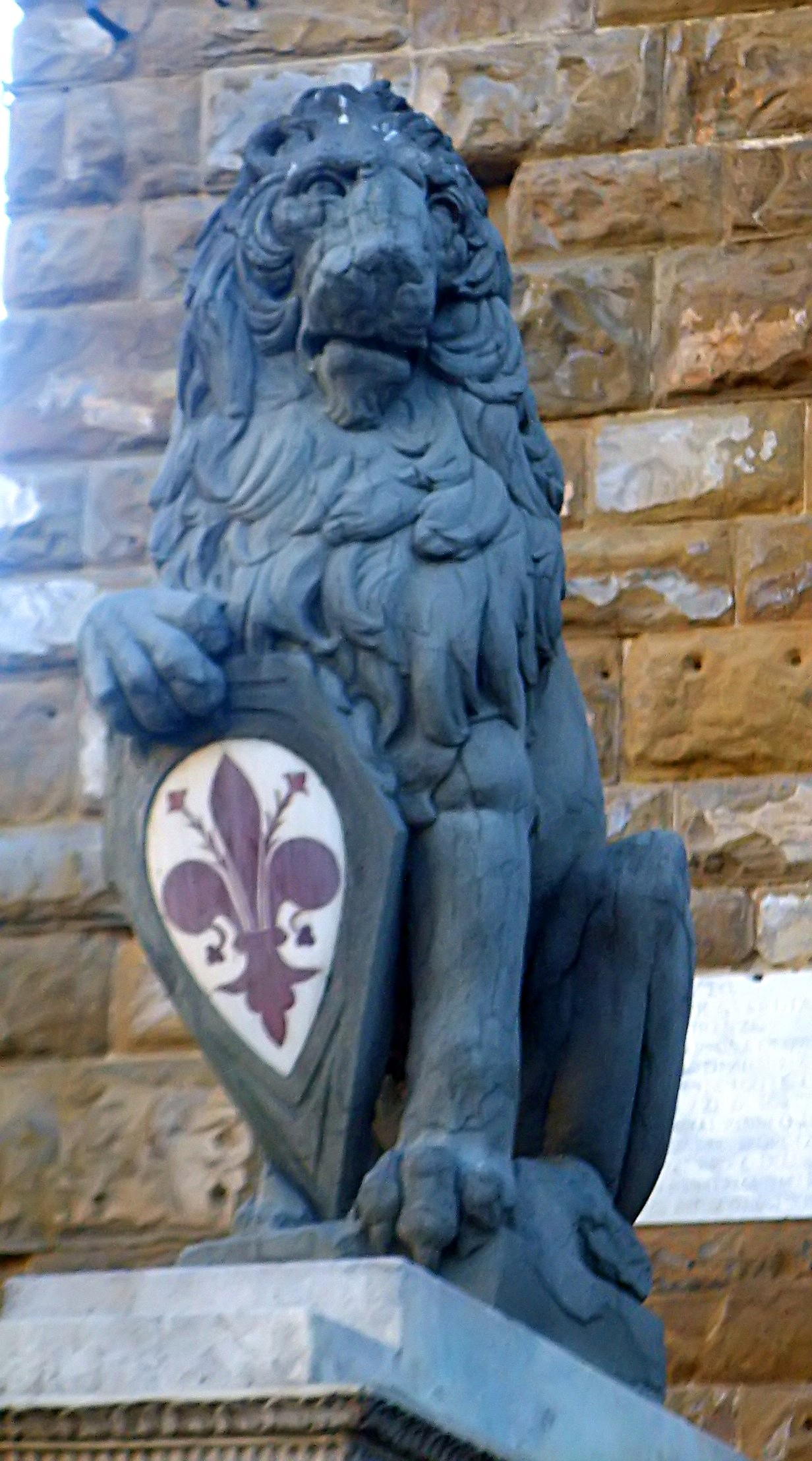
Марцокко, стоящий на площади Синьории, реплика оригинальной скульптуры Донателло

Марцокко — геральдический лев белого цвета, являющийся символом Флоренции. Он наиболее известен скульптурой, созданной Донателло в 1418-1420 годах.

## Имя
Малоизвестное имя Марцокко, непостижимое для одних учёных, другие считают производным от Марте (Марса), чья римская статуя была известна как «римский бог войны»; отмеченная Данте и унесённая наводнением Арно в 1333 году, ранее была эмблемой Флоренции.

## Описание
Марцокко был заказан Флорентийской Республикой для апартаментов Папы Мартина V в базилике Санта-Мария-Новелла. Донателло вырезал из камня сидящего льва как символ Флоренции, так как именно этот лев изображен на гербе Флоренции. Он изобразил могучее животное с ярко выраженной мордой, обрамлённой густой гривой.

## История
Первоначально статуя льва со щитом располагалась на вершине колонны во дворе Санта-Мария-Новелла, откуда лестница вела в комнату понтифика. Статуя упоминается в документах, посвящённых периоду визита папы Мартина V во Флоренцию в 1419 году.
Папа остался во Флоренции после Констанцского собора во время Великого западного раскола. Марцокко Донателло был перенесён на его нынешнее место на площади Синьории в 1812 году.

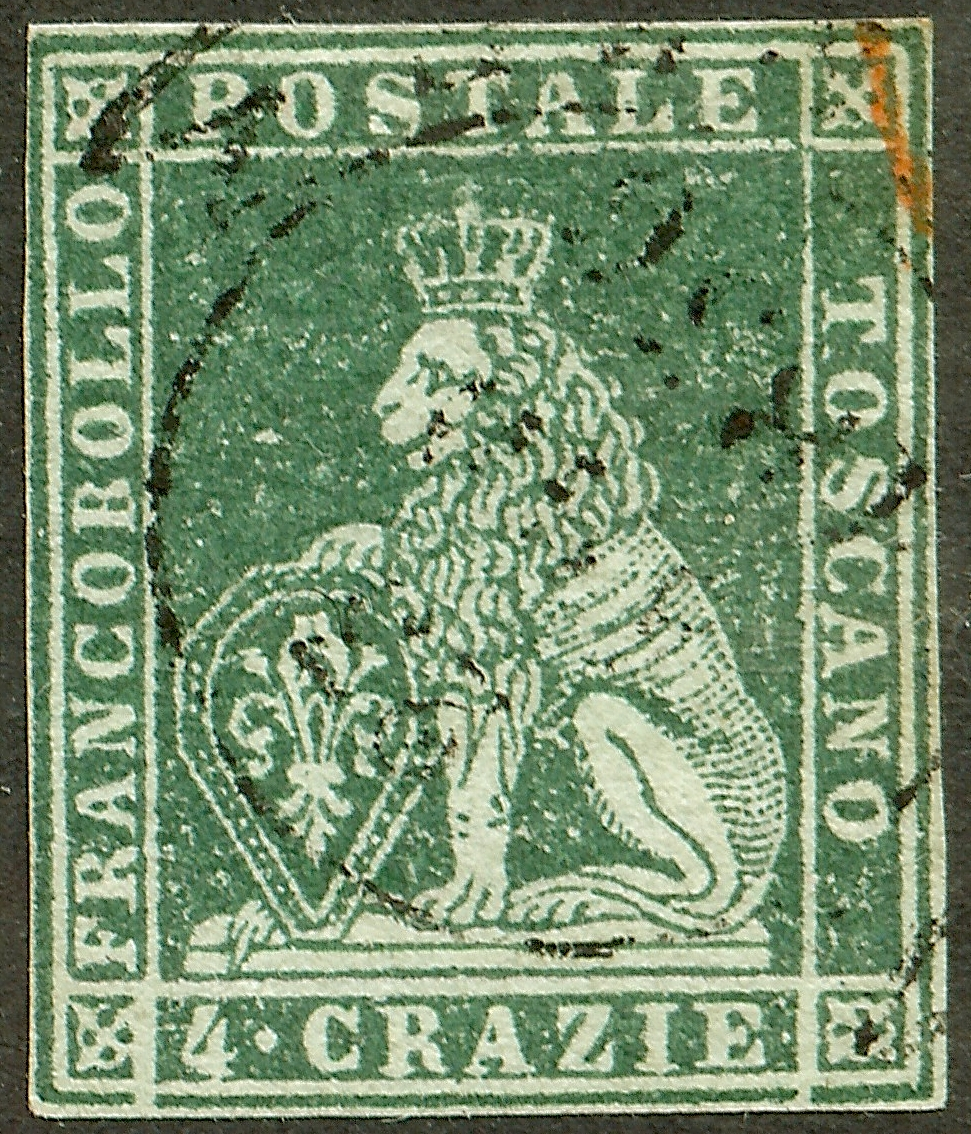
Марцокко был коронован на первой почтовой марке Тосканы, 1851.

В 1865 году он был передан Национальному музею Барджелло во Флоренции. На площади Синьории, рядом с дворцом, находится бронзовая статуя Юдифи и копия статуи льва «Марцокко».